# Pyramidenspitze
La Pyramidenspitze è una montagna alta 1 997 m sopra il livello del mare nello Zahmer Kaiser dei Monti del Kaiser nel Tirolo austriaco.

## Geografia
La Pyramidenspitze è solo la seconda vetta più alta dello Zahmer Kaiser, dopo la Vordere Kesselschneid, quasi sconosciuta, alta 2 002 metri, ma è la più famosa e la più frequentemente scalata. A sud e a ovest, dalla Pyramidenspitze si estende un altopiano carsico ricoperto di pini mughi, che in alcuni punti scende ripidamente nella valle Kaisertal e forma una lunga cresta con diverse cime fino a Kufstein. A nord, la Jovenspitze le confina , separata da una gola. A nord-ovest, la Pyramidenspitze scende ripidamente sopra l'Eggersgrinn e a nord-est precipita con pareti rocciose nel circo di Winkelkar.

## Alpinismo
Da ovest, la Pyramidenspitze è raggiungibile dal Vorderkaiserfeldenhütte tramite un lungo ma gratificante sentiero che passa per la Naunspitze (1 633 m), il Petersköpfl (1 745 m) e l'Einserkogel (1 924 m) e conduce facilmente alla croce di vetta della Pyramidenspitze in 2 ore e mezza. Il percorso settentrionale, che inizia a Durchholzen, è più impegnativo. Questo sentiero è facile fino al Winkelkar, da dove una via ferrata (A/B) conduce alla vetta, per un totale di 3 ore. Vi è anche un rischio significativo di caduta massi in alcune zone.